# Kelvedon Hatch
Kelvedon Hatch – wieś i civil parish w Anglii, w hrabstwie Essex, w dystrykcie Brentwood. Leży 17 km na południowy zachód od miasta Chelmsford i 33 km na północny wschód od Londynu. W 2011 roku civil parish liczyła 2541 mieszkańców. Kelvedon Hatch jest wspomniana w Domesday Book (1086) jako Kalenduna/Kelenduna.